# 博斯普鲁斯高原
博斯普鲁斯高原（Bosporos Planum）是位于火星南半球陶玛西亚区一处自西南向东北延伸的高原，长约730公里，以前曾被命名为“厄立特里亚高原”，1979年变更为现在的名称。该名称源于早期天文学家观察到的以博斯普鲁斯海峡命名的古典反照率特征。